# Zvonička v Liticích nad Orlicí
Zvonička v Liticích nad Orlicí je drobná dřevěná štenýřová zvonička asi z 3. třetiny 18. století, stojící v podhradí hradu Litice v Liticích nad Orlicí, poblíž chalupy čp. 2, v místě, kde začíná stoupat cesta k hradu. Do katalogu Národního památkového ústavu byla zapsána v roce 2017.

## Historie
Přesné datum založení zvoničky není potvrzeno žádným historickým dokumentem, ale její zatím nejstarší známé vyobrazení je z roku 1883 v knize Augusta Sedláčka "Hrady, tvrze a zámky české II." na straně 72.
Vedle zvoniček v Záchlumí a Bohousové je jedním ze tří dochovaných představitelů obdobného typu venkovské dřevěné zvonice se štenýřovou konstrukcí a bedněným pláštěm, vybudovaných ve farnosti Německá Rybná (dnes Rybná nad Zdobnicí) zřejmě ve 3. třetině 18. století, jako dobové protipožární opatření po vydání tzv. ohňového patentu  Marií Terezií roku 1751. Tomuto účelu odpovídá i její umístění na návrší v centru zástavby vsi.

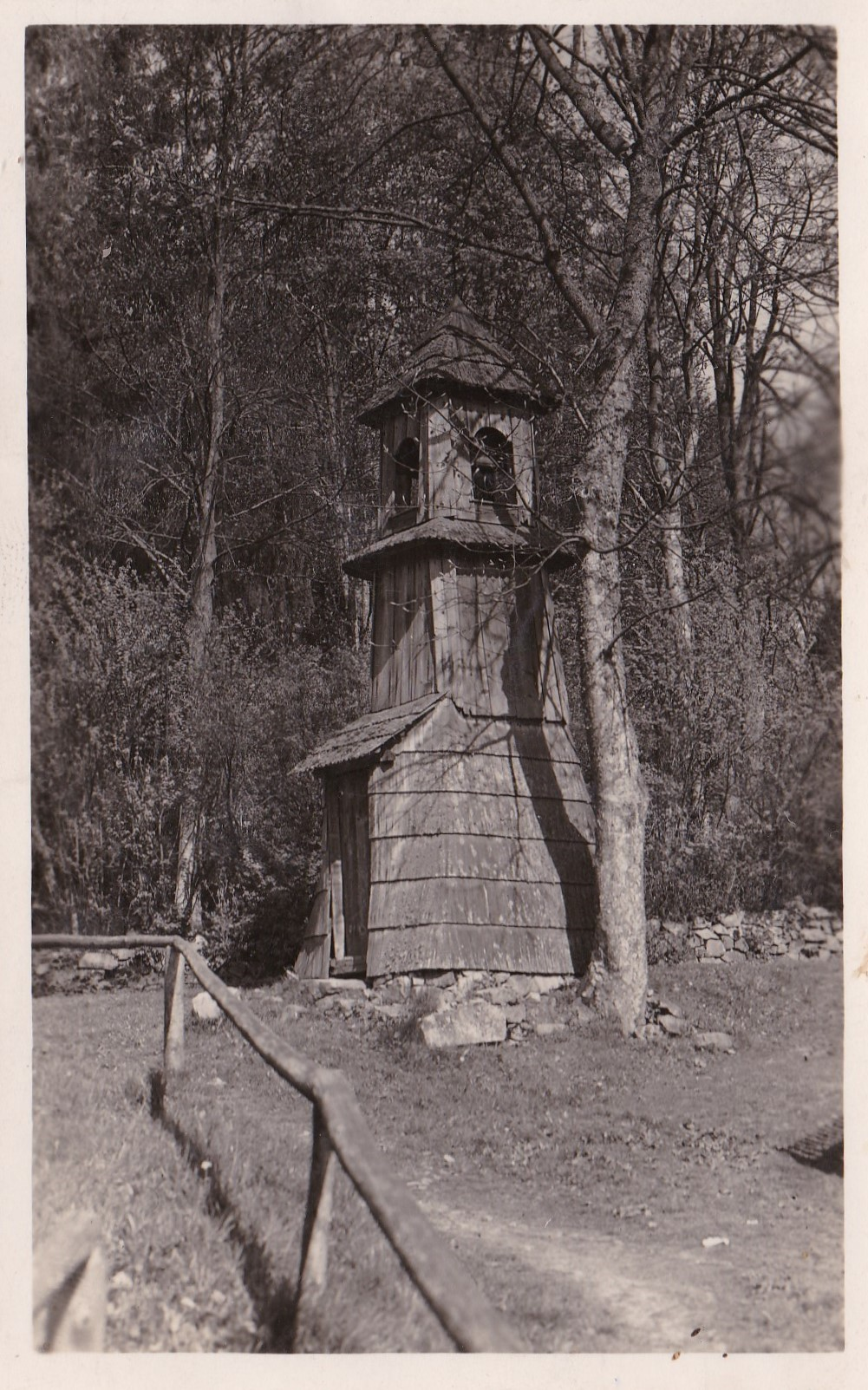
Zvonička v Liticích na dobové pohlednici

V roce 1917 byl zvoničce rakouskými úřady odebrán zvonek pro válečné účely. Nejrozsáhlejší opravy byly provedeny na jaře roku 1949. Byla provedena výměna šindelové krytiny, prkenného bednění těla stavby, prkenného bednění lucerny a zhotovena kamenná podezdívka. Při této rekonstrukci bylo dbáno na zachování původního rázu stavby a rozhodnuto zvoničku vybavit novým zvonkem, který chyběl od roku 1917. Když byl v roce 1948 postaven v Liticích obecní hřbitov, ukázalo se, že bude zapotřebí opatřit zvoničku zvonkem pro případy úmrtí a pohřbů. Nový zvonek byl zhotoven firmou Bělohoubek v Hradci Králové za 7500 Kčs a váží 36 kg. Je zdoben obrubou z kytiček a rovnou obrubou. Na zvonku je též letopočet vzniku 1948. Po ukončení rekonstrukce byla zvonička dne 1. května 1949 o místní pouti předána veřejnosti předsedou Místní osvětové komise. Na zvoničce se večer co večer vyzvání klekání.